# Resson (Seine)
Der Resson (im Unterlauf: Vieille Seine) ist ein Fluss in Frankreich, der in den Regionen Grand Est und Île-de-France verläuft. Er entspringt im westlichen Gemeindegebiet von La Saulsotte, entwässert generell Richtung Südwest durch die Landschaft Bassée und mündet nach rund 24 Kilometern im Gemeindegebiet von Noyen-sur-Seine, nahe der Grenze zur Nachbargemeinde Villiers-sur-Seine, als rechter Nebenfluss in die Seine. Auf seinem Weg durchquert der Resson die Départements Aube und Seine-et-Marne.

## Verlauf
Nordöstlich von Nogent-sur-Seine erreicht der Resson das Tal der Seine, wo er durch die dort errichteten Industriekomplexe umgeleitet wird. Er durchfließt die Aulandschaft, quert die Bahnstrecke Paris–Mulhouse und erreicht schließlich den Schifffahrtskanal Canal de Beaulieu (Canal de Dérivation de Beaulieu à Villiers-sur-Seine), versorgt die den Kanal begleitenden Wasserbecken und verläuft danach unter dem Namen Vieille Seine in einem Gerinne, das noch aus der Zeit vor dem Kanalbau (19. Jahrhundert) stammt, bis zu seiner Mündung.

## Orte am Fluss
(Reihenfolge in Fließrichtung)
- Resson, Gemeinde La Saulsotte
- La Saulsotte
- Port Saint-Nicolas, Gemeinde Saint-Nicolas-la-Chapelle
- Le Mériot
- Melz-sur-Seine
- Toury, Gemeinde Hermé

## Sehenswürdigkeiten
- Kapelle Sainte-Madeleine de Resson aus dem 12. Jahrhundert beim Weiler Resson (Gemeinde La Saulsotte), am Flussufer – Monument historique[4]